# Agnese Maddalena di Anhalt-Dessau
Agnese Maddalena di Anhalt-Dessau (Dessau, 29 marzo 1590 – Eschwege, 24 ottobre 1626) era una principessa di Anhalt-Dessau e per matrimonio langravina d' Assia-Kassel.

## Biografia
Agnese Maddalena era la seconda figlia del principe Giovanni Giorgio I di Anhalt-Dessau (1567-1618) e della sua prima moglie Dorotea (1561-1594), figlia del conte Giovanni Alberto VI di Mansfeld in Arnstein.

## Matrimonio
Il 14 giugno 1617 a Dessau, sposò il langravio Otto d'Assia-Kassel, che si sparò dopo un paio di settimane dal matrimonio.
La sua salute peggiorò durante la guerra dei trent'anni.

## Morte
Morì il 28 ottobre 1626 e venne sepolta nella Chiesa Dionigi Eschwege.

## Ascendenza
|                                     |   |                           | Genitori                    |  |  | Nonni |  |  | Bisnonni                     |  |  | Trisnonni |  |
|                                     |   |                           |                             |  |  |       |  |  | Giovanni II di Anhalt-Dessau |  |  | …         |  |
|                                     |   |                           |                             |  |  |       |  |  | Giovanni II di Anhalt-Dessau |  |  | …         |  |
|                                     |   | …                         |                             |  |  |       |  |  | Giovanni II di Anhalt-Dessau |  |  |           |  |
| Gioacchino Ernesto di Anhalt        |   |                           |                             |  |  |       |  |  | Giovanni II di Anhalt-Dessau |  |  |           |  |
|                                     |   | Margherita di Brandeburgo | Gioacchino I di Brandeburgo |  |  |       |  |  |                              |  |  |           |  |
|                                     |   | Margherita di Brandeburgo | Gioacchino I di Brandeburgo |  |  |       |  |  |                              |  |  |           |  |
|                                     |   | Margherita di Brandeburgo | Elisabetta di Danimarca     |  |  |       |  |  |                              |  |  |           |  |
| Giovanni Giorgio I di Anhalt-Dessau |   | Margherita di Brandeburgo |                             |  |  |       |  |  |                              |  |  |           |  |
|                                     |   | Wolfgang von Barby        | …                           |  |  |       |  |  |                              |  |  |           |  |
|                                     |   | Wolfgang von Barby        | …                           |  |  |       |  |  |                              |  |  |           |  |
|                                     |   | Wolfgang von Barby        | …                           |  |  |       |  |  |                              |  |  |           |  |
| Agnese di Barby                     |   | Wolfgang von Barby        |                             |  |  |       |  |  |                              |  |  |           |  |
|                                     |   | …                         | …                           |  |  |       |  |  |                              |  |  |           |  |
|                                     |   | …                         | …                           |  |  |       |  |  |                              |  |  |           |  |
|                                     |   | …                         | …                           |  |  |       |  |  |                              |  |  |           |  |
| Agnese Maddalena di Anhalt-Dessau   |   | …                         |                             |  |  |       |  |  |                              |  |  |           |  |
|                                     | … | …                         |                             |  |  |       |  |  |                              |  |  |           |  |
|                                     | … | …                         |                             |  |  |       |  |  |                              |  |  |           |  |
|                                     | … | …                         |                             |  |  |       |  |  |                              |  |  |           |  |
| …                                   | … |                           |                             |  |  |       |  |  |                              |  |  |           |  |
|                                     |   | …                         | …                           |  |  |       |  |  |                              |  |  |           |  |
|                                     |   | …                         | …                           |  |  |       |  |  |                              |  |  |           |  |
|                                     |   | …                         | …                           |  |  |       |  |  |                              |  |  |           |  |
| Dorotea di Mansfeld-Arnstein        |   | …                         |                             |  |  |       |  |  |                              |  |  |           |  |
|                                     |   | …                         | …                           |  |  |       |  |  |                              |  |  |           |  |
|                                     |   | …                         | …                           |  |  |       |  |  |                              |  |  |           |  |
|                                     |   | …                         | …                           |  |  |       |  |  |                              |  |  |           |  |
| …                                   |   | …                         |                             |  |  |       |  |  |                              |  |  |           |  |
|                                     |   | …                         | …                           |  |  |       |  |  |                              |  |  |           |  |
|                                     |   | …                         | …                           |  |  |       |  |  |                              |  |  |           |  |
|                                     |   | …                         | …                           |  |  |       |  |  |                              |  |  |           |  |
|                                     |   | …                         |                             |  |  |       |  |  |                              |  |  |           |  |

| Controllo di autorità | VIAF (EN) 159858086 · CERL cnp01277143 · GND (DE) 142874698 |